# (4825) Ventura
(4825) Ventura es un asteroide perteneciente al cinturón de asteroides, descubierto el 11 de febrero de 1988 por Eric Walter Elst desde el Observatorio de La Silla, Chile.

## Designación y nombre
Designado provisionalmente como 1988 CS2. Fue nombrado Ventura en homenaje a la ciudad ubicada cerca de la costa del Pacífico, al norte de Los Ángeles. Tras la conferencia "Asteroides cercanos a la Tierra" en San Juan Capistrano en julio del año 1991, el descubridor y su familia pasaron un unos días de descanso en este lugar.

## Características orbitales
Ventura está situado a una distancia media del Sol de 2,250 ua, pudiendo alejarse hasta 2,625 ua y acercarse hasta 1,876 ua. Su excentricidad es 0,166 y la inclinación orbital 3,958 grados. Emplea 1233 días en completar una órbita alrededor del Sol.

## Características físicas
La magnitud absoluta de Ventura es 14. Tiene 3,828 km de diámetro y su albedo se estima en 0,364.